# Let's Get Away
Let's Get Away è un brano musicale del rapper statunitense T.I., estratto nel 2004 come quarto singolo dell'album Trap Muzik. Il singolo ha raggiunto la posizione numero 35 posizione di Billboard Hot 100. Il brano utilizza una interpolazione del brano del 1972 Day Dreaming di Aretha Franklin e figura il featuring di Jazze Pha, produttore del brano.

## Tracce
Lato A
1. Let's Get Away [Edited]
2. Let's Get Away [Explicit]
3. Let's Get Away [Instrumental]

Lato B
1. Doin' My Job [Edited]
2. Doin' My Job [Explicit]
3. Doin' My Job [Instrumental]

## Classifiche
| Classifica (2004)                    | Posizione più alta |
| ------------------------------------ | ------------------ |
| U.S. Billboard Hot 100               | 35                 |
| U.S. Billboard Hot R&B/Hip-Hop Songs | 17                 |
| U.S. Billboard Hot Rap Tracks        | 10                 |
| U.S. Billboard Rhythmic Top 40       | 16                 |